# یاکوولف یاک-۳۸
یاکوولف یاک-۳۸ (به روسی:Яковлев Як-38) (و با نام فورگر در ناتو) اولین و تنها هواپیمای جنگنده عمودپرواز نیروی هوادریای شوروی سابق است که عملیاتی گردید. این جنگنده بیشتر بر روی ناو هواپیمابر کیف به انجام مأموریت می‌پرداخت.

## مشخصات
منبع اطلاعات The Great Book of Fighters, International Directory of Military Aircraft
مشخصات عمومی
- خدمه: یک
- طول: ۱۶٫۳۷ متر (50 ft 1 in)
- پهنای بال: ۷٫۳۲ متر (24 ft 0 in)
- ارتفاع: ۴٫۲۵ متر (14 ft 5 in)
- بال: مساحت ۱۸٫۵ مترمربع (199 ft²)
- وزن خالی: ۷۳۸۵ کیلو (16,281 lb)
- وزن بارگیری: ۱۰٬۳۰۰ کیلو ()
- پیشرانه: ×

 عملکرد 